# Lotyšsko na letních olympijských hrách
Lotyšsko na letních olympijských hrách startuje od roku 1924. Toto je přehled účastí, medailového zisku a vlajkonošů na dané sportovní události.

## Účast na Letních olympijských hrách
| Dějiště LOH | LOH      | Vlajkonoš                                                               | Zlatá medaile | Stříbrná medaile | Bronzová medaile | Celkem |
| --- | -------- | ----------------------------------------------------------------------- | ------------- | ---------------- | ---------------- | ------ |
| 1924 Paříž | LOH 1924 | nebyl                                                                   | 0             | 0                | 0                | 0      |
| 1928 Amsterdam | LOH 1928 | nebyl                                                                   | 0             | 0                | 0                | 0      |
| 1932 Los Angeles | LOH 1932 | Jānis Dimza                                                             | 0             | 1                | 0                | 1      |
| 1936 Německo | LOH 1936 | nebyl                                                                   | 0             | 1                | 1                | 2      |
| V období 1940–1990 bylo Lotyšsko součástí Sovětského svazu, který lotyšští sportovci reprezentovali na XV.–XXIV. hrách, s výjimkou her XXIII. |          |                                                                         |               |                  |                  |        |
| 1992 Barcelona | LOH 1992 | Raimonds Bergmanis                                                      | 0             | 2                | 1                | 3      |
| 1996 Atlanta | LOH 1996 | Einārs Tupurītis                                                        | 0             | 1                | 0                | 1      |
| 2000 Sydney | LOH 2000 | Voldemārs Lūsis                                                         | 1             | 1                | 1                | 3      |
| 2004 Athény | LOH 2004 | Vadims Vasiļevskis                                                      | 0             | 4                | 0                | 4      |
| 2008 Peking | LOH 2008 | Vadims Vasiļevskis                                                      | 1             | 1                | 1                | 3      |
| 2012 Londýn | LOH 2012 | Mārtiņš Pļaviņš                                                         | 1             | 0                | 1                | 2      |
| 2016 Rio de Janeiro | LOH 2016 | Māris Štrombergs                                                        | 0             | 0                | 0                | 0      |
| 2020 Tokio | LOH 2020 | Jeļena Ostapenková a Agnis Čavars (zahájení) Pāvels Švecovs (zakončení) | 1             | 0                | 1                | 2      |
| 2024 Paříž | LOH 2024 | Nauris Miezis Tīna Graudiņa                                             | 0             | 0                | 0                | 0      |
| Celkem | 13       |                                                                         | 4             | 11               | 6                | 21     |
| Zdroj na Olympedia.org |          |                                                                         |               |                  |                  |        |